# Southern Bay River
De Southern Bay River is een rivier in de Canadese provincie Newfoundland en Labrador. De rivier is 6 km lang en bevindt zich in het oosten van het eiland Newfoundland.

## Hydrografie

### Verloop
De Southern Bay River bevindt zich op het schiereiland Bonavista, nabij de Newfoundlandse oostkust. Hij begint als uitstroom van de Muffler Pond, een vrij afgelegen meer in het westelijk deel van het schiereiland.
De rivier stroomt over zijn hele loop vrijwel onafgebroken in noordoostelijke richting. Langs het grootste deel van haar loop ligt er een grindweg parallel aan. De weg volgt het verloop van de voormalige spoorweg Shoal Harbour–Bonavista. De rivier wordt door deze weg overbrugd met de Barbour Bridge, een voormalige spoorwegbrug.
Na zo'n 6 km mondt de rivier uit in het zuidelijkste punt van de Southern Bay, een kilometerslange zeearm van de grote Bonavista Bay. De uitmonding vindt plaats ter hoogte van het dorpje Charleston, waar de rivier onder de provinciale route 230 door stroomt.

### Stroomgebied
Het stroomgebied van de Southern Bay River heeft een oppervlakte van 67,4 km². Het omvat onder andere enkele meren die ten zuiden van de Muffler Pond liggen en ernaar afwateren, zoals de Big- en de Dalton Pond.